# Утопия (книга)
«Золотая книжечка, столь же полезная, сколь и забавная о наилучшем устройстве государства и о новом острове Утопия» или просто «Утопия» (лат. Libellus vere aureus, nec minus salutaris quam festivus, de optimo rei publicae statu deque nova insula Utopia) — книга Томаса Мора (1516) в жанре политической сатиры. Название книги стало нарицательным для всего жанра. Написана на латыни.

## Работа над книгой
Мор начал работать над книгой во время посольства во Фландрию в мае 1515 года. Первое издание (лёвенское) подготовил друг автора, Эразм Роттердамский, в 1516 году. Интерес к книге был поводом для перепечатки первого издания в Париже в 1517 году у книгопродавца Жиль де-Гурмон.
По причине множества опечаток в латинском языке в двух первых изданиях Эразм обратился в Базель к типографу Фробену, который также являлся издателем его собственных сочинений. Причины языковых ошибок в первом издании остаются неизвестными: сам Мор в совершенстве владел латинским языком. Таким образом, в 1518 году (в марте и ноябре) появились два новых исправленных издания.
Поскольку Мор не принимал участия в издательстве первых изданий, из писем Эразма к Мору можно заключить, что Эразм предложил ему пересмотреть сочинение и прислать исправленный вариант.
Первое лондонское издание вышло в свет через 16 лет после казни Мора, в 1551 году. К тому времени книга уже была переведена на немецкий (1524), французский (1550), итальянский (1548), а позже и на голландский (1562). В связи с этим, на протяжении долгого времени «Утопия» была более известна на континенте, чем на родине Мора.
Литературные источники «Утопии» — сочинения Платона («Государство», «Критий», «Тимей»), романы-путешествия XVI века (в частности, «Четыре плавания» Америго Веспуччи) и до некоторой степени произведения Чосера, Ленгленда и политические баллады. Из «Плаваний» Веспуччи он взял завязку «Утопии» (встреча с Гитлодеем, его приключения).

## Содержание

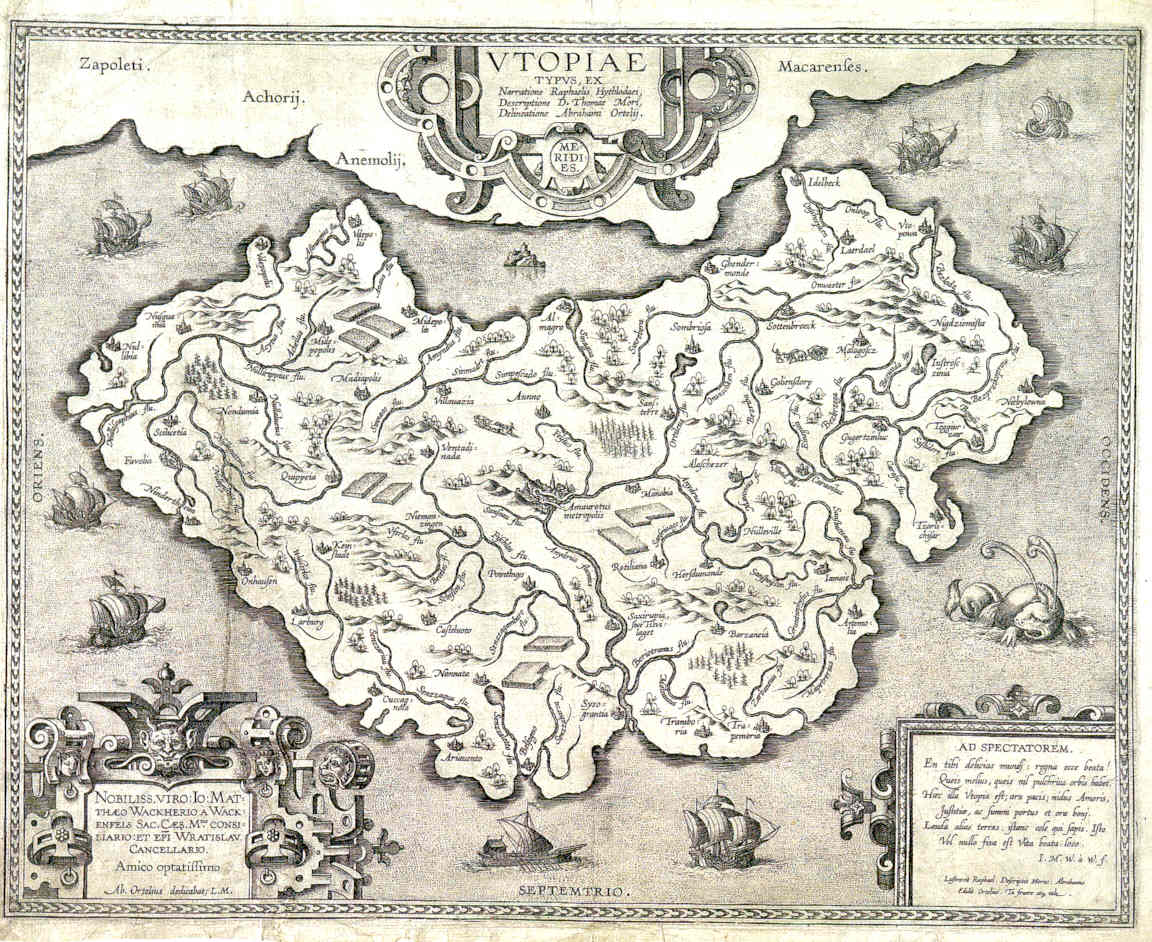
Карта Утопии работы Ортелия

«Утопия» делится на две книги, мало похожих по содержанию, но логически неотделимых друг от друга. Первая книга Мора представлена в виде беседы с элементами диспута. Здесь наиболее сильный момент — критика современных ему общественно-политических порядков: он бичует «кровавое» законодательство о рабочих, выступает против смертной казни и страстно нападает на королевский деспотизм и политику войн, остро высмеивает разврат духовенства. Но особенно резко нападает Мор на огораживания общинных земель, разорявшие крестьянство: «Овцы, — писал он, — поели людей». В первой книге «Утопии» дана не только критика существующих порядков, но и программа реформ, напоминающая более ранние, умеренные проекты Мора; эта книга очевидно служила ширмой для второй, где он высказал в форме фантастической повести свои сокровенные мысли.
Во второй книге Рафаил, собеседник-путешественник, повествует об устройстве государства Утопия.

## Политические взгляды
- Основная причина всех пороков и бедствий — это частная собственность и обусловленные ею противоречия интересов личности и общества, богатых и бедных, роскоши и нищеты. Частная собственность и деньги порождают преступления, которые нельзя остановить никакими законами и санкциями.
- Утопия (идеальная страна) — своеобразная федерация из 54 городов.
- Устройство и управление каждого из городов одинаковы. В городе 6000 семей; в семье — от 10 до 16 взрослых. Каждая семья занимается определённым ремеслом (разрешён переход из одной семьи в другую). Для работы в прилегающей к городу сельской местности образуются «деревенские семьи» (от 40 взрослых), в которых житель города обязан проработать не менее двух лет.
- Должностные лица в Утопии выборные. Каждые 30 семей избирают на год филарха (сифогранта); во главе 10 филархов стоит протофиларх (транибор). Протофилархи избираются из числа учёных. Они образуют городской сенат, возглавляемый князем. Князь (адем) избирается филархами города из кандидатов, предложенных народом. Должность князя несменяема, если он не заподозрен в стремлении к тирании. Наиболее важные дела города решают народные собрания; они же избирают большую часть должностных лиц и заслушивают их отчёты.
- В Утопии нет частной собственности и, следовательно, споры между утопийцами редки и преступления немногочисленны; поэтому утопийцы не нуждаются в обширном и сложном законодательстве.
- Утопийцы сильно гнушаются войною, как деянием поистине зверским. Не желая, однако, обнаружить, в случае необходимости, свою неспособность к ней, они постоянно упражняются в военных науках. Обычно для войны используются наёмники.
- Утопийцы признают вполне справедливой причиной для войны тот случай, когда какой-либо народ, владея попусту и понапрасну такой территорией, которой не пользуется сам, отказывает все же в пользовании и обладании ею другим, которые по закону природы должны питаться от неё.

## Переводы на русский язык
- Первые русские переводы относятся к концу XVIII века и были осуществлены по французскому переводу Томаса Руссо, архивиста клуба якобинцев. Полное заглавия двух первых изданий:
  1. Картина всевозможно лучшего правления или Утопия. Сочинения Томаса Мориса Канцлера Аглинского, в двух книгах. Переведена с Аглинского на Французский Г. Руссо, а с Французского на Российский. С дозволения Управы Благочиния. В Санкт-Петербурге, на иждивении И. К. Шнора. 1789 года. Стр. 210
  2. Философа Рафаила Гитлоде странствование в новом свете и описание любопытства достойных примечаний и благоразумных установлений жизни миролюбивого народа острова Утопии. Перевод с Аглинского языка, сочинение Томаса Мориса. Цена переплёта 1 руб. В Санкт-Петербурге. С дозволения Управы Благочиния. На иждивении И. К. Шнора. 1790 года. Стр. 210.[2][3]
- перевод Е. В. Тарле[4], 1901[5]
- перевод А. Г. Генкель при участии Н. А. Макшеевой[6], 1903[5]
  - третье издание вышло в 1918 году в Петрограде[5].
  - четвёртое издание вышло в 1923 году в Харькове, в издательстве «Пролетарий»[5].
- перевод А. И. Малеина, 1935[7]
  - переиздан Издательством Академии наук СССР, 1947[8]
  - заново отредактирован и исправлен Ф. А. Петровским для Издательства Академии наук СССР, 1953[8]
- перевод Ю. М. Коган, 1979[9]